# 緊急速報メール (SoftBank)
緊急速報メール（きんきゅうそくほうメール）とは、気象庁が配信する緊急地震速報や津波警報、地方公共団体が発信する災害・避難情報などを受信することができる、ソフトバンク社の携帯電話端末向けサービスである。
旧ウィルコムがソフトバンクモバイル(当時)のMVNOとして提供しているWILLCOM CORE 3G回線を利用したスマートフォンおよびディズニー・モバイルが提供するDisney Mobile スマートフォン並びに旧イー・アクセスが提供するEMOBILE 4G-S契約のスマートフォン、当社Y!mobileブランドの「電話サービス(タイプ1)」・「電話サービス(タイプ3)」契約のスマートフォンについても同様の対応がなされているため、併せて記する。

## 概要
2012年1月31日にサービス開始された。既存の「ゆれくるコール」サービスが有料・個別配信であるのに対して、使用料や通信料が無料であり、輻輳（ふくそう）の影響を受けない一斉配信システムになっている。
携帯電話の利用者は通信料、情報料ともに無料。ただし、情報中に表示されたURLやアプリケーション内のヘルプページからサイト接続をした場合は、別途通信料などが発生する。
対象エリアにいる場合でも、通信中ないしは電波が届かなかった場合の再受信は不可。

## 配信方式
- CBS方式 - 配信に5 - 6秒。[要出典]Cell Broadcast Serviceの略称。SoftBank 3G エリアで採用（参照：英文版Cell Broadcast）。SoftBank 4G端末では、こちらを採用。
- ETWS方式 - 配信に3 - 4秒。[要出典]Earthquake and Tsunami Warning Systemの略称。SoftBank 4G LTEエリアで採用。Hybrid 4G LTE端末では、通信特性上、原則こちらが優先される。[要出典]

## 受信エリア
- 緊急地震速報：日本全国
- 津波警報：大津波や津波の警報対象沿岸地域を含むエリア内であれば、日本国内全域で受信可能
- 災害・避難情報：配信対象エリアのみ

なお、大雨・暴風や火山の噴火などといった特別警報発表時も配信していたが、防災ラジオや防災アプリなどが普及してきたことから、2021年10月28日に配信を終了する事を気象庁が発表していた。しかし、「避難に必要な情報が得られなくなるのではないか」などの意見が寄せられたことに加え、気象庁も地方自治体が住民に対して避難情報を適切に提供しているか調査した上で改めて配信継続の可否についての判断を行いたいとして一旦終了を延期することになった。

## 対応機種

### SoftBank
2012年12月3日現在。

#### iPhone
- iPhone 5 以降すべてのiPhone[3]
- iPhone 4S - iOS 6 へのアップデート後に利用可能（アップデートしない場合は、緊急地震速報のみ対応）。

- iPhone 4 - iOS 5 以降へのアップデートにより緊急地震速報にのみ対応する。

#### SoftBank スマートフォン
- SoftBank 201M
- SoftBank 201HW/SoftBank 201HW 3G
- SoftBank 106SH
- SoftBank 101F
- SoftBank 107SH
- SoftBank 107SH B
- SoftBank 102SHII
- SoftBank 104SH
- SoftBank 103SH
- SoftBank 102P
- SoftBank 102SH
- SoftBank 101DL
- SoftBank 101K
- SoftBank 101N
- SoftBank 101P
- SoftBank 101SH
- SoftBank 009SH
- SoftBank 009SH Y
- SoftBank 009Z
- SoftBank 007SH
- SoftBank 007SH J
- SoftBank 007SH KT
- SoftBank 006SH
- SoftBank 005SH
- SoftBank 003P
- SoftBank 003SH

このほか、SoftBank スマートフォンの一部は、緊急地震速報にのみ対応している機種もある。今後、現状では緊急地震速報も非対応の端末であってもアップデートで対応する可能性もあるとしているが、緊急地震速報のみとなるケースもあるとしている。なお、2012年9月現在、SoftBank Xシリーズの端末で、緊急地震速報に対応させるアップデートを予定している端末はない。

#### SoftBank 3G
- SoftBank 103P
- SoftBank 105SH
- SoftBank 108SH
- SoftBank 109SH
- SoftBank 202SH
- SoftBank 301SH
- SoftBank 301Z - シンプルスタイル専用端末
- SoftBank 301P
- COLOR LIFE 5 WATERPROOF

このほか、SoftBank 3Gの端末では、緊急地震速報のみに対応した機種が2機種ある。

#### 4G ケータイ・AQUOS ケータイ
- AQUOS ケータイ
- DIGNO ケータイ
- かんたん携帯9

#### みまもりケータイ
- SoftBank 101Z
- SoftBank 202Z

#### みまもりホームセキュリティ
- SoftBank 101HW

#### デジタルフォトフレーム
- SoftBank 008HW

アップデート適用後に利用可能（適用しない場合は、緊急地震速報のみ対応）。
- SoftBank 202HW

### ディズニー・モバイル

#### Disney Mobile スマートフォン
- DM009SH
- DM010SH
- DM011SH
- DM012SH
- DM013SH
- DM014SH
- DM015K
- DM016SH

DM011SH以前の機種は、アップデート適用後に利用可能（適用しない場合は、緊急地震速報のみ対応）。

#### デジタルフォトフレーム
- DM001photo - アップデート適用後に利用可能（適用しない場合は、緊急地震速報のみ対応）。

### Y!mobile（電話サービス(タイプ1)対応端末）

#### スマートフォン
- 302KC
- 402LG
- 404KC
- 402SH
- 503HW
- 403SH
- 404SH

#### 4G ケータイ・AQUOS ケータイ
- 504SH
- 502KC

#### 旧ブランド

##### ウィルコム
PHS回線を利用して行われるものは、緊急速報メール (ウィルコム)を参照。
- SoftBank 003SH
- SoftBank 005SH
- WX04K
- WX06K
- WX10K
- WX04SH
- 201HW
- WX05SH

一部機種は、アップデート後に対応となる。このほかのウィルコムから発売されたSoftBankブランドのスマートフォン機種は、すべて緊急地震速報にのみ対応（アップデート対応を含む）。

##### イー・アクセス(EMOBILE 4G-Sに限る)
- EM01F